# Гвадалкивир
Гвадалкивир (шп. Guadalquivir) је река у Шпанији. Дуга је 578 km. Извире на Сијера де Касорли, а улива се у Атлантски океан код Санлукар де Барамеде. 